# Lucile Grahn

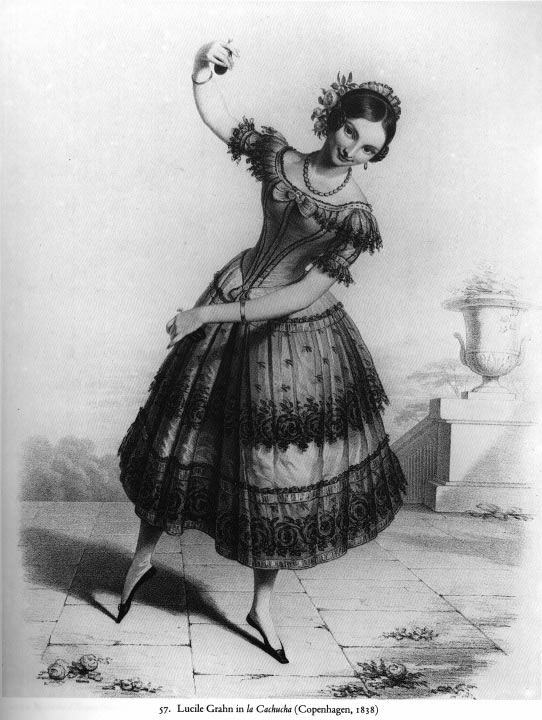
Lucile Grahan ne La Cachucha, Copenaghen (1838)

Lucile Alexia Grahn (Copenaghen, 30 giugno 1819 – Monaco di Baviera, 4 aprile 1907) è stata una ballerina danese.

## Biografia
Fu la migliore ballerina danese dell'era romantica.
Studiò fin da piccola alla Scuola del Teatro reale danese di Copenaghen (Danimarca) sotto la guida di August Bournonville. Debuttò ufficialmente nel 1834 e coprì il ruolo principale di Astrid in Valdemar, balletto di Bournonville del 1835. Ballò ne La Sylphide (Sylphiden, 1836) assieme allo stesso Bournonville nella parte di James, e nel Don Chisciotte (1837) nella parte di Kitri, coreografia sempre di Bournonville.
Bournonville si innamorò della giovanissima ballerina ma la relazione finì quando Lucile manifestò il desiderio di danzare all'Opéra di Parigi dove Bournonville l'aveva portata nel 1834 e dove aveva potuto assistere a La Sylphide danzata dalla Taglioni. 
Il coreografo si oppose con tutte le sue forze al fatto che la Grahn andasse in Francia ma alla fine la ballerina, donna molto testarda, riuscì ad ottenere il permesso dalla regina Guglielmina di andare a Parigi. Quando tornò in Danimarca, Bournonville le rese la vita impossibile e a questo punto Lucile chiese il permesso per andare ad Amburgo, partì nel 1839 e non tornò mai più in Danimarca.
All'Opéra di Parigi ebbe la possibilità di sostituire Fanny Elssler ne La Sylphide e la sua performance risultò molto più adatta di quella della sua rivale grazie al suo fisico etereo.
Nel 1840, durante le prove del balletto Le Diable Amoureux di Mazilier, la Grahn si infortunò ad un ginocchio e fu costretta a lasciare le scene per un paio d'anni. Lasciò definitivamente Parigi e si trasferì in Russia danzando i ruoli che già resero celebre Maria Taglioni. Al ritorno dalla Russia, ballò a Milano e poi nel 1845 fu invitata da Jules Perrot a Londra per danzare nel Pas de Quatre assieme a Fanny Cerrito, Carlotta Grisi, Maria Taglioni, come rappresentante dello stile di danza danese.
Danzò la parte principale in Eoline 1845 e nel 1846  in Catarina ou La Fille du Bandit entrambi su coreografie di Perrot.
Dato l'addio alle scene si trasferì in Germania e comprò casa a Monaco dove visse accudendo il marito Friedrich Young (paralizzato in seguito ad un incidente) e insegnando danza.
Morì a Monaco lasciando tutti i suoi averi in dono alla città, che le intitolò poi una via.